# Trypla (wyścigi konne)
Trypla lub tripla (z fr. triple - trzykrotny, potrójny) – typ zakładu wzajemnego polegający na obstawieniu trzech zwycięskich koni, w trzech kolejnych gonitwach wskazanych przez organizatora wyścigów konnych.